# Euthanasie en France
L′euthanasie en France est encadrée principalement par deux lois : la loi de 2002 sur le droit des malades, et la Loi Clayes-Léonetti du 2 février 2016 relative aux droits des patients en fin de vie. L'idée générale est de favoriser les soins palliatifs, d'interdire l'« euthanasie active », et d'empêcher le médecin de pratiquer une « obstination déraisonnable » dans le soin des malades en fin de vie. Un équilibre est recherché entre le fait d'éviter des souffrances jugées inutiles à un patient qu'on estime voué à la mort, et celui de le maintenir en vie.

## Histoire juridique
La loi de 2002 a ainsi abouti à la reformulation du Code de déontologie médicale, lequel dispose désormais que le médecin :
« doit s'abstenir de toute obstination déraisonnable dans les investigations ou la thérapeutique et peut renoncer à entreprendre ou poursuivre des traitements qui apparaissent inutiles, disproportionnés ou qui n'ont d'autre objet ou effet que le maintien artificiel de la vie. »
Le Code de santé publique (L1110-5) prévoit par ailleurs la possibilité d'abréger les souffrances :
« Les professionnels de santé mettent en œuvre tous les moyens à leur disposition pour assurer à chacun une vie digne jusqu'à la mort. Si le médecin constate qu'il ne peut soulager la souffrance d'une personne, en phase avancée ou terminale d'une affection grave et incurable, quelle qu'en soit la cause, qu'en lui appliquant un traitement qui peut avoir pour effet secondaire d'abréger sa vie, il doit en informer le malade, sans préjudice des dispositions du quatrième alinéa de l'article L. 1111-2, la personne de confiance visée à l'article L. 1111-6, la famille ou, à défaut, un des proches. La procédure suivie est inscrite dans le dossier médical. »
Ce cadre législatif est l'aboutissement d'une mission parlementaire, présidée par Jean Leonetti, demandée par le président Chirac à la suite de l'affaire Vincent Humbert, et vise à assurer la qualité de fin de vie au malade en dispensant les soins palliatifs et en reconnaissant le devoir de respecter la « dignité du mourant » dont la volonté est reconnue à travers la rédaction de sa déclaration anticipée et la désignation d'une personne de confiance. Une mission d'évaluation de la loi Leonetti a ensuite été effectuée, à la suite du cas de Chantal Sébire.
Selon un commentaire du code de déontologie médicale, « l'acharnement thérapeutique est défini comme une obstination déraisonnable, refusant par un raisonnement buté de reconnaître qu'un homme est voué à la mort et qu'il n'est pas curable ». Dès lors, la définition de l'« acharnement thérapeutique » dépend des critères juridiques mêmes de la mort qui sont adoptés (lesquels se fondent en principe sur le concept de mort cérébrale et non du simple arrêt cardio-circulatoire). Mais d'autres critères, notamment la volonté du patient, sont pris en jeu. La loi Leonetti dispose ainsi, lorsqu'il s'agit de patients conscients :
« Art. L. 1111-10 Code de la santé publique. - Lorsqu'une personne, en phase avancée ou terminale d'une affection grave et incurable, quelle qu'en soit la cause, décide de limiter ou d'arrêter tout traitement, le médecin respecte sa volonté après l'avoir informée des conséquences de son choix. La décision du malade est inscrite dans son dossier médical. »
Le 27 janvier 2016, le Parlement vote une nouvelle loi sur la fin de vie fixant notamment un droit à une « sédation profonde et continue » et un éclaircissement des mesures sur les directives anticipées.
Le 2 février 2016 est promulguée la loi Leonetti-Claeys, dite la « petite loi », finalement adoptée par l'Assemblée nationale après de longs débats. Le Code de la santé publique intègre les modifications intervenues à la suite de cette loi, notamment sur les soins palliatifs, les directives anticipées et la personne de confiance. La loi instaure également la sédation profonde et continue jusqu’au décès.
Le 17 octobre 2017, Olivier Falorni, député du Groupe Libertés et territoires, a déposé une proposition de loi donnant le « droit à une fin de vie libre et choisie ». L'objectif est d'autoriser l'euthanasie pour les personnes souffrant d'une pathologie incurable. Le mercredi 31 mars 2021, les  députés de la Commission des Affaires sociales ont approuvé ce texte. Puis, le jeudi 8 avril, les débats dans l'hémicycle commence, au total ce sont plus de 3 800 amendements qui sont déposés dont 2 300 par le Groupe Les Républicains,.

## Médiatisation
C’est à partir des années 1970 que les médias s’emparent du sujet de l’euthanasie. Le 1er juillet 1974, Le Figaro publiait la traduction d’un manifeste en faveur de l’euthanasie, signé par quarante personnalités dont trois prix Nobel, George Thomson, Linus Pauling et Jacques Monod, et précédemment publié dans la revue américaine The Humanist. Les médias confondent parfois l’euthanasie avec les soins palliatifs ou le suicide assisté, ce qui peut être à l’origine de malentendus. Ils ont commenté la dépénalisation de l’euthanasie aux Pays-Bas (par la loi du 12 avril 2001) et en Belgique (par la loi du 28 mai 2002). 
L’euthanasie est cependant souvent abordée à partir de cas particuliers (condamnation de Christine Malèvre en 1998 ; affaires Chantal Sébire en 2008 et Vincent Lambert entre 2013 et 2019). En mars 2019, la publication du témoignage d'Anne Ratier et sa médiatisation font débat. Dans Le Figaro, le philosophe et éthicien chrétien Damien Le Guay, spécialiste de la fin de vie, estime qu'il s'agit d'une stratégie médiatique et d'un plan de communication savamment déployé, relevant de sordides manières pour relancer le débat sur l'euthanasie. Il souligne aussi la manipulation d'éléments de langage permise par une complaisance médiatique. Le Conseil supérieur de l’audiovisuel (CSA), saisi pour atteinte au « respect de la dignité humaine » après la diffusion le 22 mai 2019 par la chaîne privée M6 d’un documentaire intitulé « Droit de mourir, un tabou français », conclut que la chaîne n’a pas manqué à ses obligations.
En 2022 le gouvernement Élisabeth Borne lance une Convention citoyenne sur la fin de vie.